# Pseudotuberkulose
Die Pseudotuberkulose (käsige Lymphadenitis, Lymphadenitis caseosa) ist eine Tuberkulose-ähnliche, bakterielle Infektionskrankheit der Schafe und Ziegen, die durch Corynebacterium pseudotuberculosis hervorgerufen wird. Sie tritt zumeist sporadisch bei älteren Tieren auf und bleibt klinisch meist ohne Anzeichen. Die eitrig-käsigen Veränderungen der Lymphknoten und inneren Organe werden zumeist erst bei der Schlachtung festgestellt.

## Erreger und Vorkommen
Der Erreger, Corynebacterium pseudotuberculosis, ist ein gram-positives, stäbchenförmiges Bakterium, das 1885 von Edmond Nocard entdeckt wurde. Er gilt als fakultativ pathogen und ist äußerst widerstandsfähig und damit in der Umgebung lange infektionsfähig.
Die Pseudotuberkulose kommt weltweit vor und tritt zumeist als Einzeltiererkrankung, unter schlechten Haltungsbedingungen auch gehäuft auf. Am häufigsten sind ältere Tiere betroffen.
Die Ausscheidung erfolgt über Eiter aus aufgebrochenen Lymphknoten und über den Kot. Die Übertragung erfolgt zumeist über Wunden, wie sie beispielsweise bei der Schafschur entstehen können, die mit erregerhaltigen Material (Kot, Erdboden) kontaminiert werden. Seltener ist auch eine Infektion über den Bauchnabel (omphalogen), die Blutbahn (hämatogen), den Darm (enterogen) oder über die Luftwege (aerogen) über das Einatmen von erregerhaltigen Staub.

## Klinisches Bild
Die Erkrankung verläuft zumeist ohne Symptome und wird erst bei der Schlachtung diagnostiziert. Lediglich bei Befall oberflächlicher Lymphknoten kann es zu nicht-schmerzhaften, sichtbaren Schwellungen der Lymphknoten kommen. Bei Eröffnung dieser Lymphknoten ergießt sich ein gelbgrüner Eiter.
Seltener kann es durch Vergrößerung der Lymphknoten zu einer Kompression der Luftröhre und damit zu Atemproblemen oder bei Befall der Mesenteriallymphkoten zu Tympanien kommen. Sehr selten können auch Euterentzündungen, Gebärmutterschleimhautentzündungen oder eine zentralnervöse Pseudotuberkulose auftreten. Bei der selten auftretenden Pseudotuberkulose der Lämmer können Nabelentzündungen, Gelenkentzündungen und Abszesse in der Leber auftreten.
In der pathologischen Sektion fallen eitrige Lymphknotenabszesse auf, die mit einer käsigen bis mörtelartigen Masse gefüllt sind. Typisch ist eine konzentrische Schichtung dieser Abszesse (zwiebelschalenartig), die von einer dicken Kapsel aus Bindegewebe umgeben sind. In inneren Organen (Lungen, Leber, Milz, Niere, Euter, Hoden) können grünliche käsige Herde auftreten, die auch verkalken können.

## Therapie
Da die Erkrankung zumeist klinisch nicht bemerkt wird, wird auch keine Therapie eingeleitet. Bei aufbrechenden oberflächlichen Lymphknoten können diese chirurgisch entfernt oder antiseptisch versorgt werden.
Hauptaugenmerk liegt daher auf der Prophylaxe, insbesondere das Vermeiden bzw. antiseptische Versorgung von Verletzungen, Stallhygiene und Desinfektionsmaßnahmen (vor allem die Zwischendesinfektion der Instrumente für die Schafschur). Bei vermehrtem Auftreten in einem Bestand kann eine erregerspezifische Impfung durchgeführt werden.